# Elisabeth Selbert

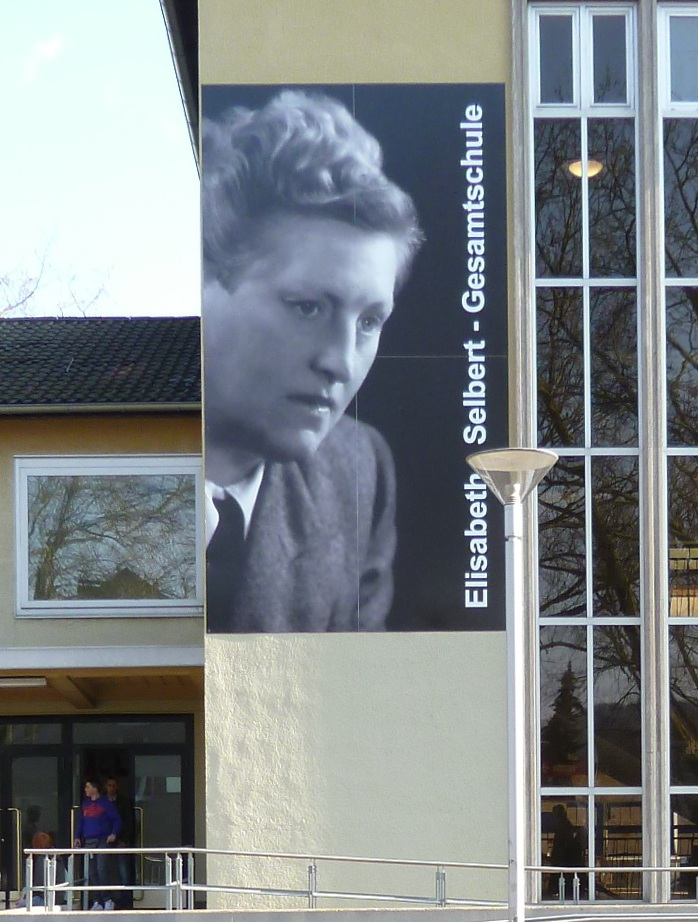
Retrat a l' Escola Integral Elisabeth Selbert de Bonn-Bad Godesberg

Elisabeth Selbert, nascuda Martha Elisabeth Rohde (Kassel, Alemanya, 22 de Setembre de 1896 - Kassel, Alemanya, 9 de juny de 1986), va ser una política i advocada alemanya. Va ser una de les quatre "mares" de la Llei fonamental de la República Federal d'Alemanya (constitució) La inclusió d'igualtat de drets en els drets fonamentals de la constitució alemanya van ser en gran part mèrit seu.

## Biografia

### Joventut fins a la revolució de novembre
Martha Elisabeth Rohde, nascuda el 22 de setembre de 1896 a Kassel, va ser la segona de les quatre filles d'una família d'orientació cristiana. Va aprendre a brodar, teixir i cosir i tenia poc temps per llegir. El Gymnasium (escola d'ensenyament secundari) per a noies no era assequible per a la família. Per tant, des de 1912 va anar a l'Escola Industrial i Comercial de Kassel de l'Associació per a l'Educació de les Dones. Volia estudiar per a mestre, però tampoc va poder fer-ho per manca de recursos econòmics. Aleshores va començar a treballar en una empresa d'importació-exportació per dur la correspondència amb l'estranger .
El 1914, després de quedar-se sense feina, va treballar d'auxiliar de correus al servei de telègraf del Reichspost. Va obtenir aquest lloc de treball perquè durant la Primera Guerra Mundial hi havia menys homes per treballar. Allà, el 1918 durant la Revolució de novembre va conèixer el que seria el seu marit, l'impressor i president del Consell dels Treballadors i Soldats a Niederzwehren, a Kassel, Adam Selbert, que va introduir-la en política. A finals de 1918 Elisabeth es va incorporar al Partit Socialdemòcrata d'Alemanya (SPD).

### República de Weimar
Philip Scheidemann, que era alcalde de Kassel en aquell moment, va animar Selbert a participar activament en política. Després de la fundació de la República de Weimar, les dones tenien dret a votar i a presentar-se a les eleccions. Selbert va escriure molts articles i va parlar en nombrosos esdeveniments sobre el deure de les dones d'informar-se i implicar-se políticament. El 1919 ja va obtenir un escó en el consell comunal de Niederzwehren; hi va treballar en la comissió d'hisenda. El tema més important per a ella, però, seguia sent la igualtat de drets. L'octubre de 1920 va assistir com a delegada a la primera conferència de dones del Reich a Kassel i va criticar que la igualtat de les dones només ho fos sobre el paper, tot i que la Constitució de Weimar havia estipulat un any abans que els homes i les dones tenen els mateixos drets cívics.
Amb la República de Weimar, la realitat de la vida de la majoria de les dones no va canviar gaire. El 1920 es va casar amb Adam Selbert i van tenir dos fills, Gerhart i Herbert. Malgrat la doble càrrega, Selbert va continuar treballant a l'oficina de telègrafs, va tenir cura de l'educació de la mainada i va continuar dedicant temps a la política.
Estudiant pel seu compte, Selbert es va preparar per a l'Abitur (títol equivalent al batxillerat), que va obtenir el 1925 com a estudiant lliure. Després va estudiar a la Universitat de Marburg, on era l'única dona estudiant de dret. Poc després, Selbert es va traslladar a la Universitat de Göttingen, on, d'entre 300 estudiants, ella era una de les úniques cinc dones que hi havia. Als professors no semblava que els molestés que hi hagués dones, tot i que de vegades podien trobar la seva presència incòmoda. Per exemple, quan a la classe es tractava de delictes sexuals, es pregava a Elisabeth Selbert i les seves companyes que sortissin de la classe. Després de només sis semestres, es va graduar amb honors.
Elisabeth Selbert es va doctorar el 1930 amb una tesi sobre La ruptura del matrimoni com a motiu de divorci. Aleshores, ella criticava el principi de culpabilitat que sovint requeia sobre les dones divorciades. Va defensar una "desintoxicació" del procés de divorci. Va ser una dona molt per davant del seu temps i les seves propostes van ser adoptades per primera vegada a la República Federal d'Alemanya amb la reforma de la llei del matrimoni el 1977.

### Època de l'Alemanya nazi
A les eleccions parlamentàries de març de 1933, Selbert va presentar-se com a candidata al Reichstag, però no va ser elegida. En els primers temps del domini nazi va perdre la feina i va estar en "detenció protectiva" (Schutzhaft) en el camp de concentració de Breitenau.
Adam Selbert, ja en els primers temps del domini nacionalsocialista, va perdre la feina i va ser pres en custòdia de protecció al camp de concentració de Breitenau. Elisabeth Selbert va aprovar el segon examen estatal el 1934 i poc després, esperonada pel seu marit, va sol·licitar l'ingrés al Col·legi d'Advocats. Calia afanyar-se perquè el règim nazi intentava fer fora les dones de totes les professions relacionades amb la justícia. El 22 de juliol de 1934 va entrar en vigor una nova ordenança de la formació judicial i el 20 de desembre, una llei que modificava la legislació sobre la professió de l'advocacia. Segons aquella llei, les dones no podien ser ja admeses com advocades, perquè fer-ho significava "una violació del vell principi santificat de la masculinitat de l'Estat". A partir de 1935 només s'aprovarien les sol·licituds per a la professió dels candidats masculins.
La sol·licitud de Selbert primer va ser rebutjada, però finalment va ser acceptada i el desembre de 1934 va poder obrir el seu bufet d'advocada. Com que el seu marit va ser represaliat i va quedar-se a l'atur fins al 1945, ella sola va ser qui va mantenir la família durant aquells anys.

### La postguerra

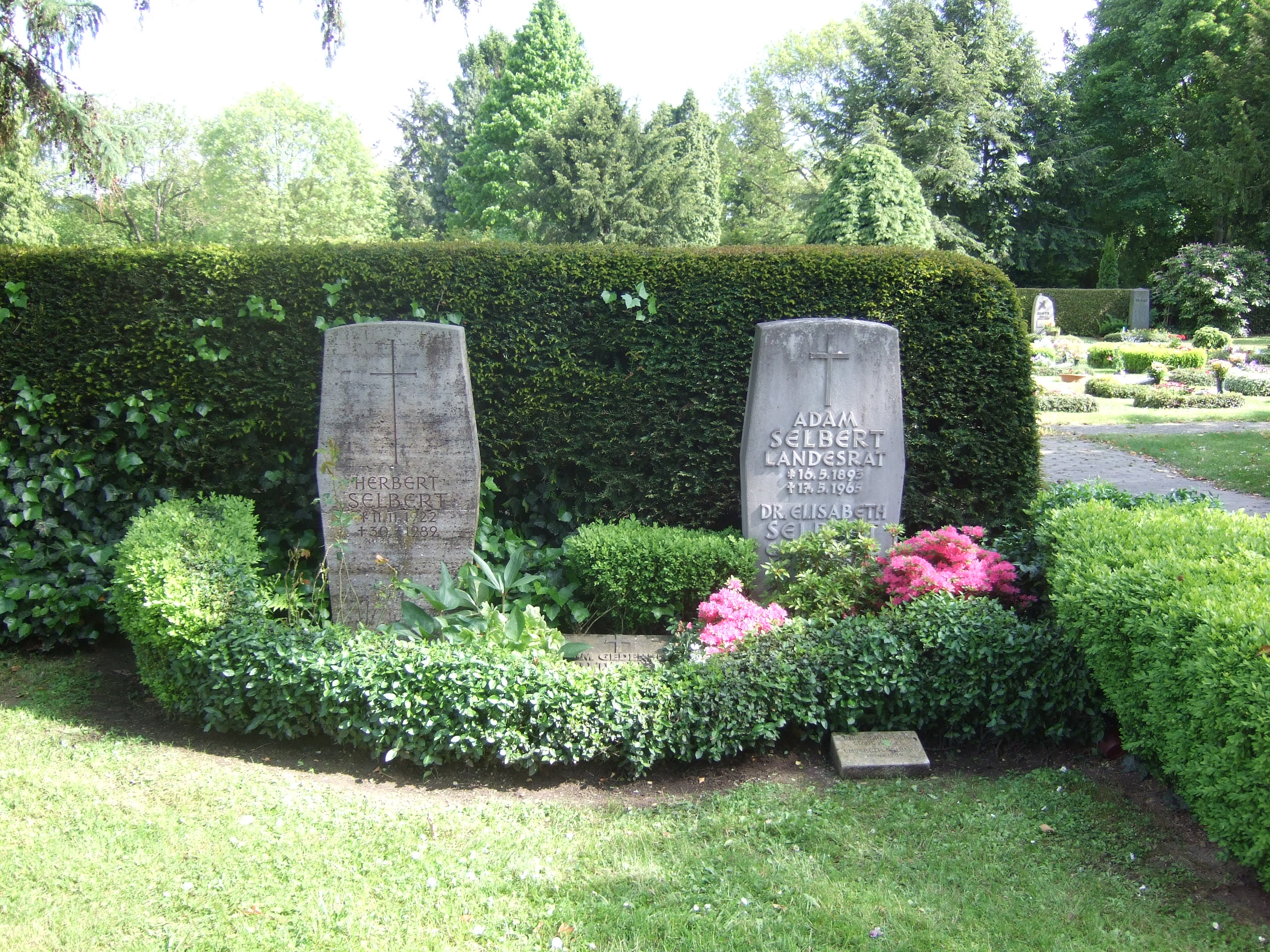
Sepulcre d'Elisabeth Selbert al cementiri de Kassel-Niederzwehren

Després de l'enfonsament del nazisme, Elisabeth Selbert va ser elegida el 1946 per a l'SPD a l'órgan assessor de la Constitutció de l'Estat de Gran Hessen i el 1948, i després per al Consell Parlamentari (Parlamentarischer Rat, predecessor del Bundestag), que es va encarregar de redactar la Llei fonamental per a la República Federal d'Alemanya. Entre els 65 membres del Consell, Selbert era una de les quatre dones que hi havia. La redacció original de l'article 3 provenia de la Constitució de Weimar i deia: "Els homes i les dones tenen els mateixos drets i obligacions cíviques". Selbert, per la seva banda, volia que la igualtat fos entesa "com un mandat imperatiu per al legislador".
Aleshores, amb el suport d'organitzacions defensores de l'alliberament de la dona i altres diputades, Elisabeth Selbert, després de diverses votacions fallides, va aconseguir introduir la frase "homes i dones són iguals" (article 3 llei bàsica).
Ella volia que s'incorporés la igualtat com a principi constitucional. Atès que moltes de les disposicions del Codi Civil en matèria de dret de la família dataven de 1896, havien de ser revisades perquè contradeien aquest principi. El govern d'Adenauer va marcar com a termini per fer els canvis el 31 de març de 1953, però no es va fer i fins al 1957 no es va aprovar la Llei d'igualtat de drets 
Després del seu treball en el Consell Parlamentari Selbert va aspirar al Parlament alemany, però no en va ser candidata electoral. El 1949 només figurava com a suplent en la llista de l'SPD de l'estat de Hesse. i no va aconseguir un escó. Fins i tot la desitjada candidatura com a primera jutgessa del Tribunal Constitucional Federal va fallar el 1958.
L'any 1958, Selbert, que va ser membre del Parlament de l'Estat de Hesse en tres legislatures, es va retirar de la política i va quedar gairebé oblidada. Va treballar de nou com a advocada en el seu bufet especialitzat en dret de família a Kassel, en el qual va treballar fins als 85 anys.
Després de 1945, el seu marit va poder tornar a treballar i ho va fer en la política local. Va morir el 1965. Ella li va sobreviure més de vint anys i va morir a Kassel el 9 de juny de 1986.
Elisabeth Selbert va ser membre de l'Associació d'Advocats d'Alemanya.

## Premis i reconeixements
- Selbert va ser guardonada amb la Gran Creu del Mèrit pels seus èxits el 1956.
- El 1969 va rebre l'escut de la ciutat de Kassel.
- El 1978 se li va atorgar la Medalla Wilhelm Leuschner de l'Estat de Hesse.
- Des del 1983, el govern estatal de Hessia atorga el premi Elisabeth Selbert "en reconeixement dels èxits destacats en l'establiment i la promoció de la igualtat d'oportunitats entre homes i dones".
- El 1984 Selbert es va convertir en ciutadana d'honor de la ciutat de Kassel
- Nombrosos carrers de ciutats i pobles d'Alemanya, com també diverses escoles porten el nom d'Elisabeth Selbert